# Grzegorz III (patriarcha Jerozolimy)
Grzegorz III – prawosławny patriarcha Jerozolimy w latach 1468–1493.